# Hans Paul Kaufmann

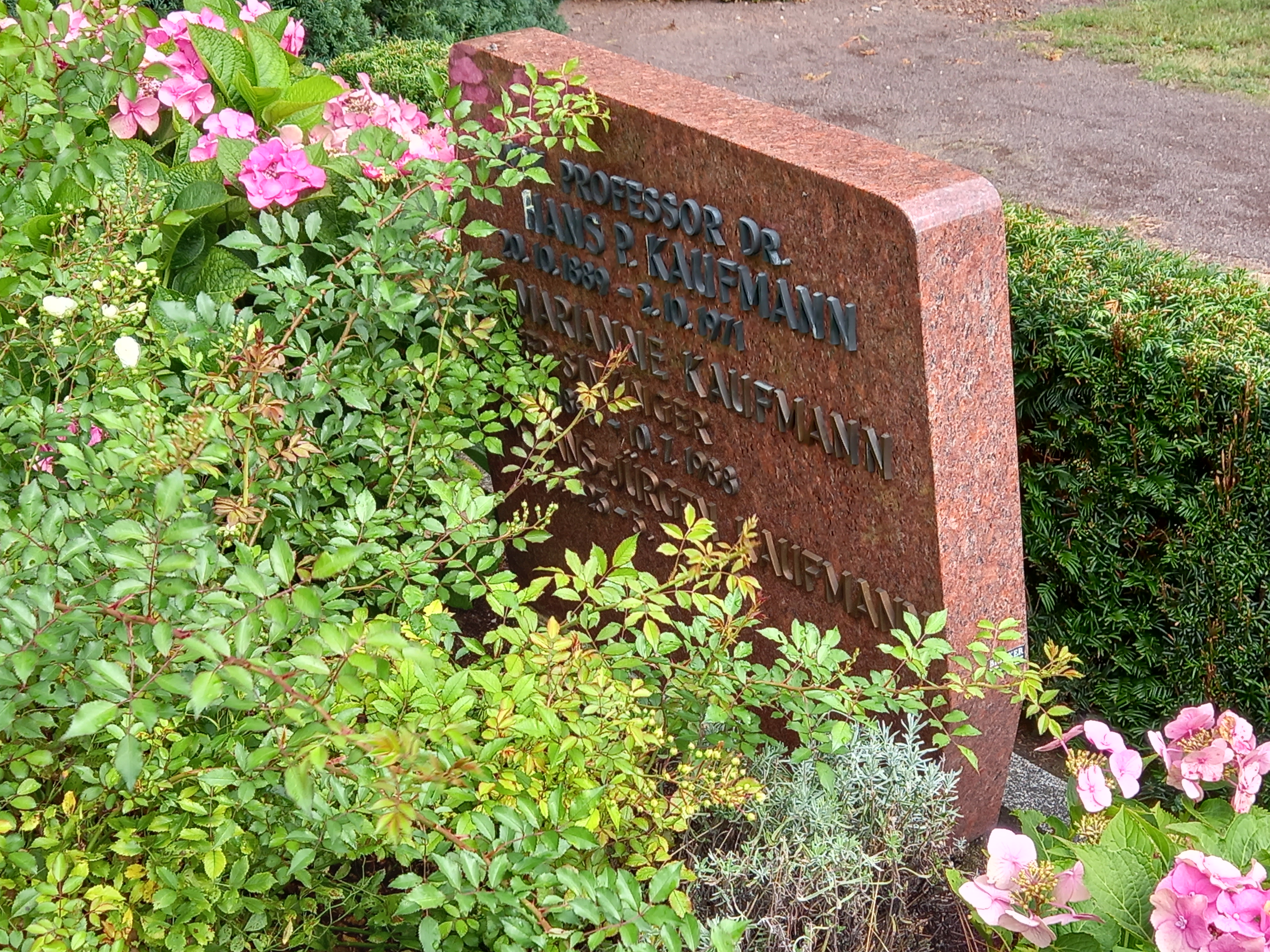
Das Grab von Hans Paul Kaufmann und seiner Ehefrau Marianne geborene Sinzinger auf dem neuen Mauritz-Friedhof in Münster

Hans Paul Kaufmann (geboren 20. Oktober 1889 in Frankfurt am Main; gestorben 2. Oktober 1971 in Münster) war ein deutscher Fettchemiker und Gründer der Deutschen Gesellschaft für Fettwissenschaft (DGF) und der International Society for Fat Research.

## Frühe Jahre (bis 1931)
Nach dem Abitur studierte Kaufmann Chemie in Jena, Heidelberg und Berlin, dort u. a. bei Emil Fischer. 1908 wurde er in Jena Mitglied der Burschenschaft Arminia auf dem Burgkeller. Im Januar 1912 wurde er an der Universität Jena promoviert. Sein Doktorvater war der bekannte pharmazeutische Chemiker Ludwig Knorr (1859–1921).
Von 1911 bis 1914 arbeitete Kaufmann als Forschungsassistent an der Universität Jena. Nach dem Ausbruch des Ersten Weltkrieges 1914 diente er in der deutschen Armee; dies verzögerte seine Habilitation bis Mai 1916, die er bei einem Fronturlaub ablegte. Kurz darauf wurde er bei Verdun schwer verwundet.
1919 wurde er außerordentlicher Professor und Direktor der analytischen Abteilung des chemischen Instituts der Universität Jena. Durch den Tod von Ludwig Knorr 1921 musste er an das pharmazeutische Institut der Universität Jena wechseln und zunächst Pharmazie studieren, bevor er seine Lehrtätigkeit 1922 aufnehmen konnte.

## Wissenschaftliche Karriere
1931 wurde Kaufmann ordentlicher Professor für Pharmazie an der Universität Münster. 1943 ging er als Professor für pharmazeutische Chemie nach Berlin, kehrte aber 1946 als Professor für Pharmazie und chemische Technologie nach Münster zurück. Nach seiner Emeritierung 1958 blieb er noch bis April 1959 Direktor des Instituts für Pharmazie und Lebensmittelchemie.
Obwohl Kaufmann vor allem für seine Arbeiten zu Fetten und Ölen bekannt ist, veröffentlichte er jedoch seine ersten diesbezüglichen Arbeiten erst 1925. Zuvor hatte er sich mit Acetylen, Heterocyclen und Keto-Enol-Tautomerisierung beschäftigt. Er war sogar Mitgründer einer Chemiefabrik, den Chemischen Werken Rudolstadt, wodurch er Erfahrungen auf dem Gebiet der chemischen Technologie sammeln konnte.
Nach 1925 veröffentlichte er mehr als 500 wissenschaftliche Arbeiten, von denen viele den Titel „Studien auf dem Fettgebiet, x. Mitteilung“ trugen. Hauptthemen waren neue Methoden der Fettanalytik, Fettkennzahlen, Fettchemie und physikalische Eigenschaften von Fetten.
Kaufmann war 1919/20 Mitglied der DVP und trat nach der Machtübergabe an die Nationalsozialisten zum 1. Mai 1933 der NSDAP bei (Mitgliedsnummer 2.168.903).

## DGF-Präsident
Kaufmann war nicht nur ein international bekannter und geachteter Forscher, sondern auch ein profilierter Wissenschaftsorganisator. 1936 gründete er die Deutsche Gesellschaft für Fettforschung (DGF), seit 1948: Deutsche Gesellschaft für Fettwissenschaft (DGF) als Nachfolgerin der Wissenschaftlichen Zentralstelle für Öl- und Fettforschung (WIZOEFF). Die DGF umfasste schnell 1500 Mitglieder. Kaufmann nahm für sich in Anspruch, die DGF vor der Gleichschaltungspolitik der nationalsozialistischen deutschen Regierung bewahrt zu haben, dennoch wurde diese (wie alle Wissenschaftsorganisationen) von den Alliierten nach Kriegsende aufgelöst. 1948 gründete Kaufmann die DGF neu und blieb deren Präsident bis 1968.

## Internationale Aktivitäten
Schon in den 1930er Jahren arbeitete Kaufmann als deutscher Vertreter in der 1931 gegründeten IC (Commission Internationale de l’Étude des Corps Gras, International Commission for the Study of Fats and Oils) mit, in der die Fachgesellschaften u. a. aus Deutschland, Tschechoslowakei, Italien, Niederlanden und Schweiz vertreten waren. 1937 wählte die IC Kaufmann zum Präsidenten. Durch den Zweiten Weltkrieg brach die internationale Zusammenarbeit fast völlig zusammen. 1954 entwickelte Kaufmann eine Initiative zur Gründung einer „International Society for Fat Research (ISF)“, die bei der DGF Tagung am 25. Oktober 1954 in Hannover offiziell ins Leben gerufen wurde. Während der ISF Tagungen präsentiert ein herausragender Wissenschaftler die „Kaufmann Memorial Lecture“.

## Weitere Aktivitäten
Auf Initiative der DGF und Kaufmanns wurde während des Zweiten Weltkrieges das Reichsinstitut für Fettforschung gegründet und Kaufmann zum ehrenamtlichen Direktor ernannt. Nach dem Krieg gründete Kaufmann in Münster das Deutsche Institut für Fettforschung, das 1953 organisatorisch an die Bundesanstalt für Milchforschung angegliedert wurde. 1964 wurde das Institut in Münster die Bundesanstalt für Fettforschung, welche 1969 mit dem der DGF gehörenden Institut für industrielle Fettforschung vereint wurde. Das Institut trug den Namen Institut für Biochemie und Technologie der Fette – H. P. Kaufmann-Institut. Das Institut ist im bundeseigenen Max Rubner-Institut aufgegangen.
Kaufmann initiierte ebenfalls den „Verband der Direktoren pharmazeutischer Hochschulinstitute“, dessen Vorsitz er mehr als 10 Jahre innehatte. Er gründete das Chemische Landesuntersuchungsamt Nordrhein-Westfalen und war 8 Jahre lang bis 1954 dessen ehrenamtlicher Direktor.
Seine Haupttätigkeit war aber die eines Universitätsprofessors. Er hielt Vorlesungen in Chemie und Pharmazie, betreute mehr als 150 Doktorarbeiten und ca. 1600 Examina. Kaufmann organisierte (DGF)-Fortbildungskurse für Pharmazeuten und Kurse in Fettanalytik für Chemiker. Er publizierte ein chemisches Lehrbuch für Mediziner und ein zweibändiges Werk „Analyse der Fette und Fettprodukte“. 1936 wurde er Herausgeber der „Fettchemischen Rundschau“, die er in „Fette und Seifen“ umbenannte. Die Zeitschrift hieß später „Fette, Seifen, Anstrichmittel“ und ist heute das European Journal of Lipid Science and Technology.

## Ehrungen und Auszeichnungen (Auswahl)
- Ehrendoktorwürde der Freien Universität Berlin
- 1964: Ehrendoktorwürde der Technischen Hochschule Graz
- 1968: Großes Bundesverdienstkreuz mit Stern
- Normann-Medaille der DGF

Die DGF verleiht ihm zu Ehren den H.P. Kaufmannpreis für junge Wissenschaftler und die Kaufmann-Memorial Lecture. Seit 2004 heißt die Jahrestagung der DGF „H.P. Kaufmann-Tage“.